# Marcela Romagnoli
Marcela Cecilia Romagnoli Espinosa (Santiago de Chile, 1970) es una escultora chilena adscrita al arte contemporáneo figurativo cuyos trabajos de gran formato utilizan madera, mármol y/o bronce, aunque también ha incursionado en la utilización de materiales no convencionales.

## Biografía
Estudió licenciatura en arte en la Pontificia Universidad Católica de Chile y fue alumna de Roberto Pohlhammer, entre otros. En su obra «la figura humana que siempre ha desempeñado un papel importante en sus trabajos, que terminan haciendo referencia a temas como el amor, la fuerza, la armonía y los encuentros y desencuentros entre hombres y mujeres».
El año 2001 recibió una nominación al Premio Altazor de las Artes Nacionales en la categoría Escultura por su trabajo presente en la exposición Maderas y maderas.
Marcela Romagnoli creó en 2006 el conjunto escultórico Unidos (32 piezas de mármol de Carrara y fierro fundido) para la plaza a los pies del edificio corporativo de la Compañía Cervecerías Unidas, en avenida Vitacura 2670.   
Ha participado en exposiciones individuales y numerosas colectivas durante su carrera, entre las que se puede citar La Escultura Contemporánea Chilena en el Museo de Arte Contemporáneo de Valdivia (1998), Maderas y Maderas en el Museo Nacional de Bellas Artes de Chile (2000) junto a Roberto Polhammer, Artistas Chilenos de Hoy en el Museo de América de Madrid (2000), Arte Contemporáneo Chileno. Desde la Tierra de Neruda, Artistas Pro-ecología en el Kunst Centret de Silkeborg (2002) y Amantes en Calce en el Museo de Artes Visuales de Santiago (2004), además de participar en la Bienal de Venecia 2011 junto a Paola Vezzani, entre otras muestras en Chile y Europa. En 2016 hizo una gran muestra de sus obras en el Centro Cultural El Tranque de Lo Barnechea; titulada A partir del origen, en ella expuso 103 piezas agrupadas en 20 conjuntos arquitectónicos que testimonia su dominio de diversos materiales: mármol, sal, madera, bronce, aluminio, fierro fundido y fibro-resina.
Marcela Romagnoli es una gran aficionada al deporte: desde joven practica el hockey sobre césped (fue seleccionada chilena) y a eso de los 30 años tomó clases de equitación, se enamoró de los caballos y después se aficionó por el rodeo campesino (al igual que su hija); ha sido campeona nacional de Rodeos Promocionales Femeninos (2017 y 2018), es amazona de la Escuadra Ecuestre La Reposada y socia de la Federación Nacional de Rodeos Campesinos (Ferocam).
La escultora tiene su taller y casa en Peñalolén Alto.

## Obras en colecciones y espacios públicos
- El puente, 1999, madera, 136 cm de alto; Museo de Artes Visuales, Santiago de Chile
- Escultura monumental de seis metros de altura en la Viña Morandé, Pelequén, región de O'Higgins
- Virgen Inmaculada y San Pedro (2000, ferrocemento, 11 metros de altura cada una); río Biobío, costado del puente Llacolén, Gran Concepción
- Homenaje al Minero del Carbón (2001, bronce, 5 metros de alto), Curanilahue, provincia de Arauco
- Árbol de la Vida, Clínica Alemana de Santiago
- Homenaje a Paladio en el edificio Palladio, avenida Providencia1760, Santiago
- Unidos, 32 piezas en mármol de Carrara y fierro fundido; a los pies del edificio corporativo de la CCU, avenida Vitacura 2670, Santiago
- Amores de viento (2012), plaza del Viento de Puerto Natales, región de Magallanes
- Contracorriente (2016) en Enlace Chayahue, Ruta 5, tramo Puerto Montt-Pargua
- Equilibrios en pie andino (2019, acero inoxidable y fibro-resina), avenida Paseo Pie Andino con La Huala, Lo Barnechea

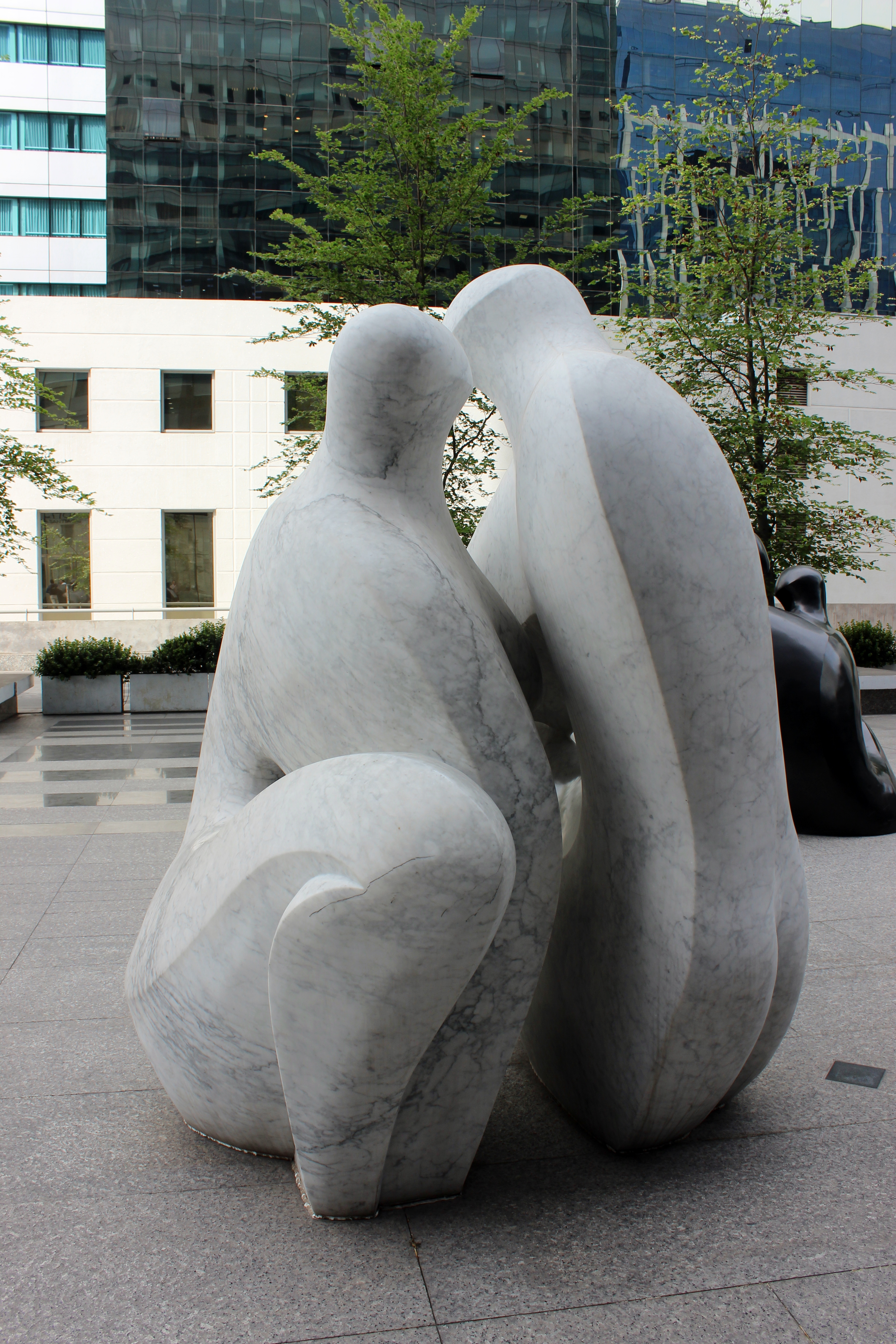
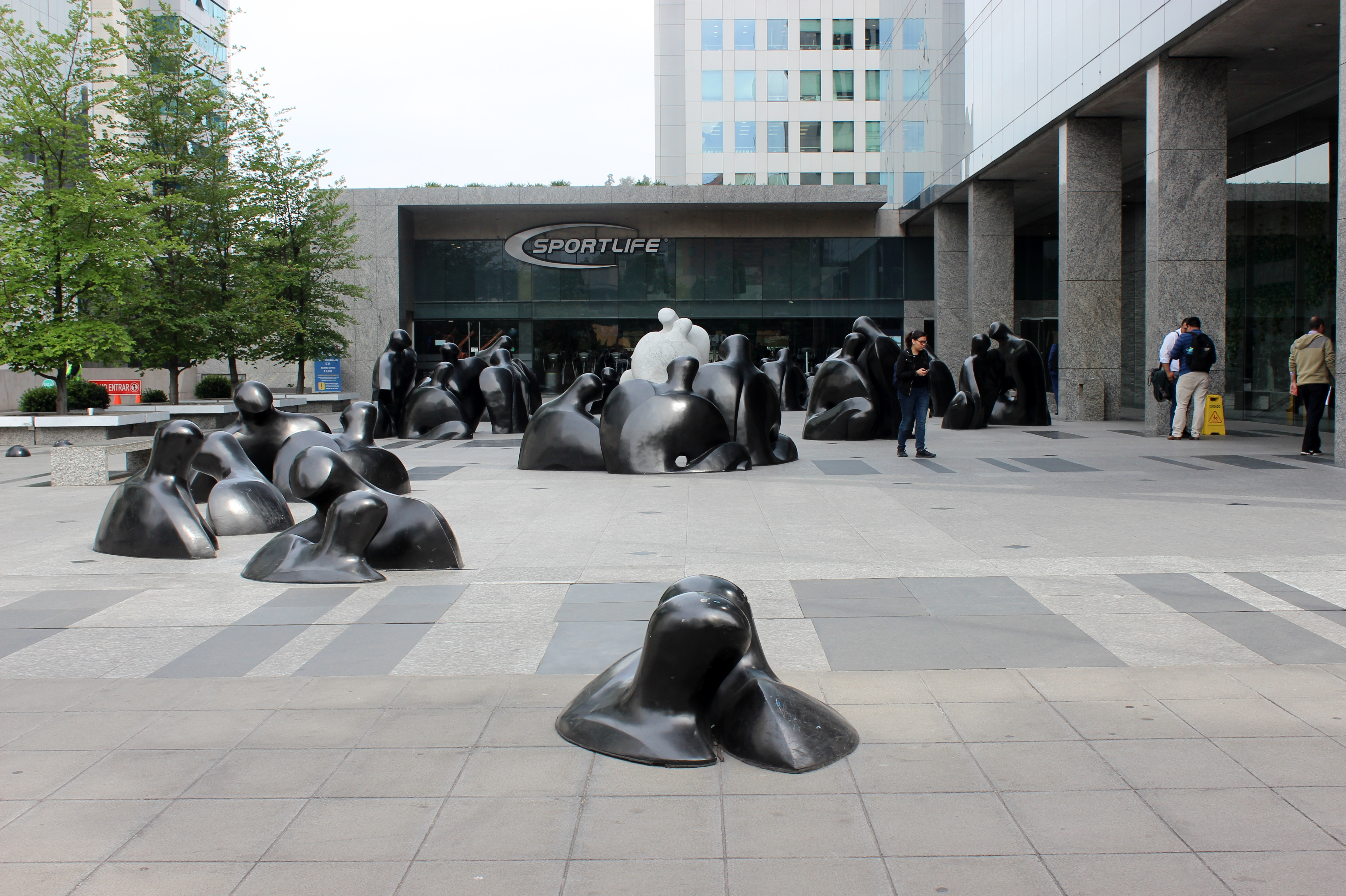
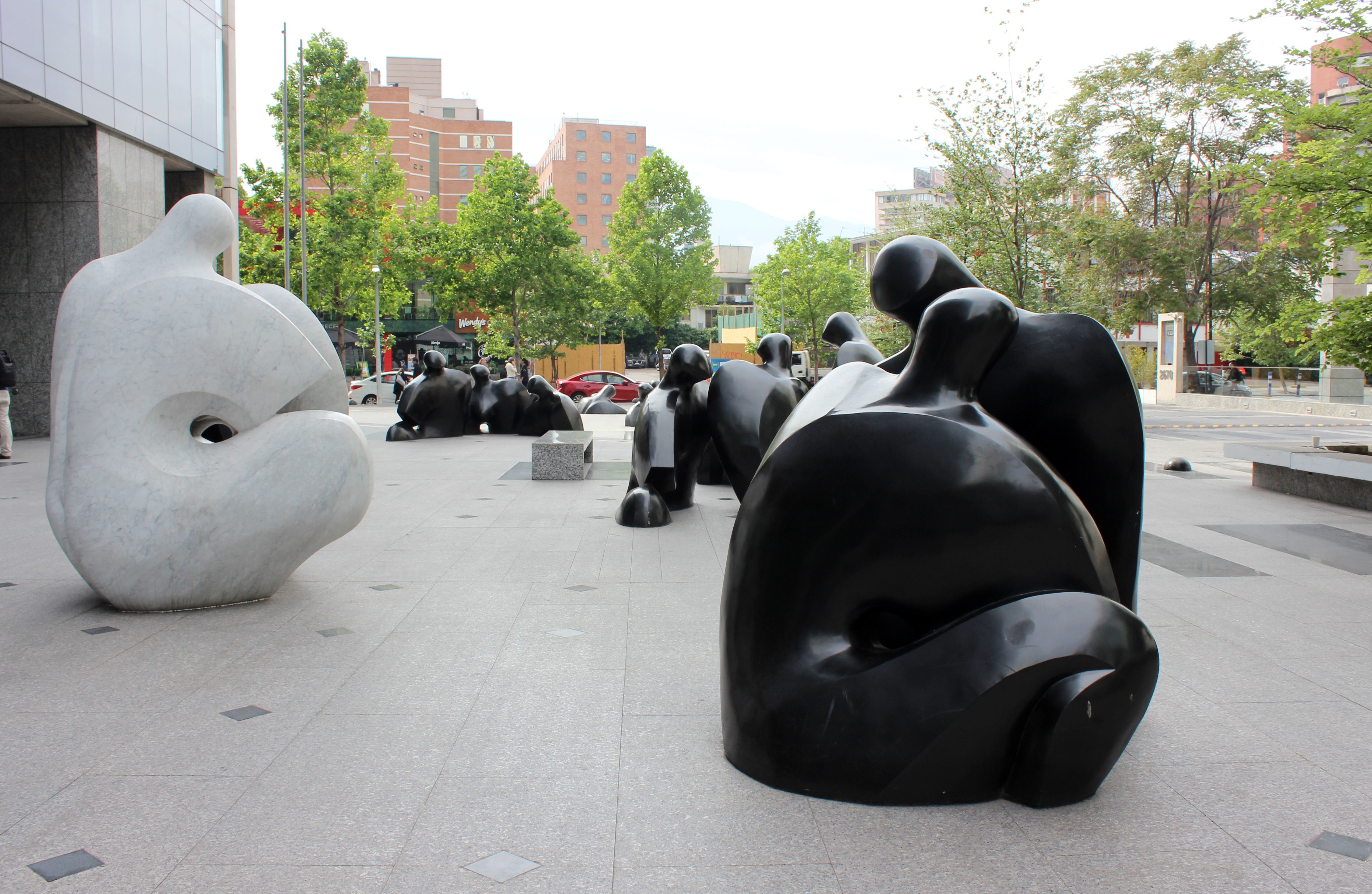